# Scholastyka Borejsza
Scholastyka Borejsza, z domu Radzewicz (ur. 6 listopada 1912 w Augustowie, zm. 23 października 1989 w Warszawie) − polska nauczycielka języka rosyjskiego, doktor nauk humanistycznych, wieloletnia lektorka na warszawskiej Akademii Wychowania Fizycznego.
Pochodziła z rodziny drobnych właścicieli ziemskich, była córką Pawła i Wiktorii z Malejków. W 1914 razem z rodziną znalazła się na Kaukazie, gdzie w trudnych warunkach materialnych przeżyła okres I wojny światowej, rewolucji rosyjskich i pierwsze lata władzy radzieckiej; do Polski powróciła w 1924. Edukację odbywała w szkole powszechnej, potem w seminarium nauczycielskim (ukończyła w 1933), a następnie pracowała jako nauczycielka 7-klasowej szkoły powszechnej w Filipowie koło Suwałk i od 1934 w Kamionce. Lata wojenne spędziła ponownie w Filipowie, organizując i prowadząc tajne nauczanie dzieci wiejskich.
Po wojnie współtworzyła polskie szkolnictwo w Filipowie i okolicy oraz przez kilka lat była nauczycielką szkoły podstawowej w Suwałkach. W latach 1948–1951 studiowała na Wydziale Filologiczno-Pedagogicznym Instytutu Pedagogicznego w Warszawie, następnie na Wydziale Filozoficzno-Społecznym Uniwersytetu Warszawskiego, w 1953 uzyskując dyplom magistra filozofii. Jednocześnie od 1951 pracowała jako nauczycielka rosyjskiego w Liceum im. księcia Józefa Poniatowskiego w Warszawie, w 1953 przechodząc do Liceum Pedagogicznego dla Wychowawczyń Przedszkoli w Warszawie, gdzie prowadziła zajęcia z pedagogiki.
W 1954 została lektorem języka rosyjskiego na Akademii Wychowania Fizycznego w Warszawie. Ze Studium Języków Obcych tej uczelni pozostała związana do przejścia na emeryturę w 1973, w latach 1968–1970 będąc zastępcą kierownika, a od 1972 kierownikiem. W ramach doskonalenia warsztatu dydaktycznego opracowywała skrypty do nauki języka rosyjskiego, głównie dla studentów wyższych szkół wychowania fizycznego, z uwzględnieniem specyficznego słownictwa i tematyki (m.in. Skrypt do nauki języka rosyjskiego, 1976, dwa tomy, z Pelagią Czerniawską i Anną Dobrenko-Górnicką). Brała udział w kursach dla lektorów w Moskwie. Rozwijała również swoje zainteresowania w dziedzinie pedagogiki, czego uwieńczeniem stała się rozprawa doktorska Działalność pedagogiczna K. Uszyńskiego; na jej podstawie uzyskała stopień doktora nauk humanistycznych w 1971 na Uniwersytecie Adama Mickiewicza w Poznaniu.
Pełniła liczne funkcje społeczne na uczelni i poza nią, m.in. członka zarządu akademickich struktur Związku Nauczycielstwa Polskiego, męża zaufania zespołu lektorskiego, członka Głównej Komisji Lektorskiej Środowiska Warszawskiego. Była odznaczona m.in. Krzyżem Kawalerskim Orderu Odrodzenia Polski (1973), Medalem Komisji Edukacji Narodowej (1983), złotą odznaką Związku Nauczycielstwa Polskiego (1976).
W latach 1936–1972 była żoną Czesława Borejszy, absolwenta Akademii Wychowania Fizycznego i pracownika tej uczelni, trenera podnoszenia ciężarów. Mieli dwie córki – Bogusławę i Teresę. Scholastyka Borejsza zmarła po długiej chorobie 23 października 1989 w Warszawie i pochowana została na Cmentarzu Powązkowskim.